# My Immortal
"My Immortal" är en låt av det amerikanska rockbandet Evanescence, utgiven som den tredje singeln från albumet Fallen den 8 december 2003. Låten, som ursprungligen enbart skrevs av gitarristen Ben Moody, är en pianorockballad som istället för tung elgitarr domineras av piano och strängarrangemang. Låten blev en fortsatt framgång för bandet och lyckades överlag uppnå aningen högre placeringar på singeltopplistorna i Europa än den tidigare singeln "Going Under". Den hyllades av fansen och ingår nästan alltid bland låtarna som spelas live.

## Bakgrund
Låten skrevs från början endast av dåvarande gitarristen Ben Moody. Den spelades först in 1997 som en outtake från Evanescence EP som innehöll sångerskan Amy Lees akustiska sång och piano samt en något annorlunda text. Den spelades in på nytt inför bandets första demoskiva, Origin, som den här gången bestod av en något nyarrangerad piano och text med en stickdel skriven av Lee. Den spelades återigen in på nytt inför debutstudioalbumet Fallen samt EP-skivan Mystary EP. Denna färdiga version är väldigt lik Band Version. Dock föredrog deras skivbolag Wind-Up Records versionen från Origin, som istället användes efter att ha lagt till stränginstrument. Den spelades in igen och gavs ut på singel andra halvan av 2003 och refereras ofta som Band Version på grund av det kompletterande bandet framför stickdelen och sista refrängen av låten. De senare utgåvorna av Fallen innehåller singelversionen av "My Immortal" som en gömd låt.

## Musikvideo
En musikvideo till låten regisserades av David Mould och filmades helt i svartvitt. Amy Lee kommenterade videons koncept i en intervju med tidningen Rock Sound: "You know what? When you see the video it's really amazing. Obviously we filmed it before this [Ben Moody's departure] happened and it's amazing irony, how much it makes sense. We're all separated and wandering the streets looking like it's the day after a funeral, with Ben in a suit and bare feet, and I'm never touching the ground. I'm sitting on a phone booth or lying on a car, to hint that I'm dead, that I'm singing from the dead. It's all about separation. It's almost like the director knew what was going to happen, but he can't have known. It's just one of those fate things."

## Låtlista
Internationell CD (Wind-Up; 674528 2 / 674470 2)
1. "My Immortal" (Band Version; Lee, Moody, LeCompt, Boyd, Gray) – 4:33
2. "My Immortal" (Album Version; Lee, Moody, LeCompt, Boyd, Gray) – 4:24
3. "Haunted" (Live from Sessions @ Aol; Lee, Moody, LeCompt, Boyd, Gray) – 3:08
4. "My Immortal" (Live from Cologne) – 4:15

## Medverkande
- Amy Lee — sång, piano, keyboard, körarrangemang
- John LeCompt - gitarr
- Rocky Gray - trummor
- Will Boyd - bas
- Ben Moody — gitarr

## Listplaceringar
| Lista (2004)        | Placering |
| ------------------- | --------- |
| Australien          | 4         |
| Belgien (Flandern)  | 5         |
| Belgien (Vallonien) | 9         |
| Danmark             | 7         |
| Finland             | 9         |
| Frankrike           | 7         |
| Italien             | 3         |
| Nederländerna       | 7         |
| Norge               | 2         |
| Nya Zeeland         | 2         |
| Schweiz             | 7         |
| Sverige             | 9         |
| Österrike           | 11        |

### Fotnoter
1. ↑  Baker, T (2003). "Evanescence: The Leaving Song". Rock Sound: s. 28.
2. ↑  Placering på Australiens singellista. Läst 6 maj 2011.
3. ↑  Placering på Belgiens singellista (Flandern). Läst 6 maj 2011.
4. ↑  Placering på Belgiens singellista (Vallonien). Läst 6 maj 2011.
5. ↑  Placering på Danmarks singellista Arkiverad 22 oktober 2012 hämtat från the Wayback Machine.. Läst 6 maj 2011.
6. ↑  Placering på Finlands singellista. Läst 6 maj 2011.
7. ↑  Placering på Frankrikes singellista. Läst 6 maj 2011.
8. ↑  Placering på Italiens singellista. Läst 6 maj 2011.
9. ↑  Placering på Nederländernas singellista. Läst 6 maj 2011.
10. ↑  Placering på Norges singellista. Läst 6 maj 2011.
11. ↑  Placering på Nya Zeelands singellista Arkiverad 26 september 2011 hämtat från the Wayback Machine.. Läst 6 maj 2011.
12. ↑  Placering på Schweiz singellista. Läst 6 maj 2011.
13. ↑  Placering på Sveriges singellista. Läst 6 maj 2011.
14. ↑  Placering på Österrikes singellista. Läst 6 maj 2011.